# Mont Tondu
Der Mont Tondu ist ein 3196 m hoher Berg in den Savoyer Alpen in Frankreich.

## Geografie
Der Berg bildet den südwestlichen Eckpfeiler des stark vergletscherten Mont-Blanc-Massivs, dessen südlichster Dreitausender er ebenfalls ist. An seinem Gipfel liegt der Kulminationspunkt dreier steiler Felsgrate, dessen Ostgrat weit über die Aiguilles des Glaciers bis zur Aiguille de Tré la Tête auf 3930 m weiterreicht. Die Nordseite des Berges ist zum Teil vergletschert, während er Richtung Süden, Westen und Osten steil und meist schnee- und eisfrei abfällt.

## Besteigung
Der Normalweg startet auf dem Glacier de Tré la Tête direkt unterhalb der Felspyramide des Aiguille des Lanchettes. Der Weg steigt über Schneefelder bis zum unteren steilen, aber spaltenfreien Rand des Glacier du Mont Tondu an. Über diesen steigt der Weg bis zu einem kleinen, rechterhand liegenden Gletscherbruch an, der durchquert wird. Über eine kleine Scharte gelangt man auf den ausgesetzten Nordwestgrat des Berges, dem man über den Vorgipfel Pain de Sucre bis zum eigentlichen Gipfel folgt.
Als Ausgangspunkt dieser Routen bieten sich das Hotel de Tré la Tête (auch: Refuge de Tré la Tête) auf 1970 m (ca. 6 h) oder das Refuge des Conscrits auf 2602 m (ca. 5 h) an. Der Aufstieg vom Refuge Robert Blanc auf der Südostseite des Berges ist kürzer (ca. 3½ h), wird aber nicht ganz so oft begangen.

## Kartenmaterial
- Institut Géographique National (IGN): Topografische Karte 1:25.000, Blatt 3630 OT, Chamonix Mont-Blanc. 2010.